# 萨勒
萨勒（法語：Salles，法語發音：[sal] ⓘ）是法国吉伦特省的一个市镇，属于阿卡雄区。

## 地理
萨勒（44°33'7"N, 0°52'10"W）面积137.98 平方千米，位于法国新阿基坦大区吉倫特省，该省份为法国西南部沿海省份，是法國本土面积最大的省，北起滨海夏朗德省，西临大西洋，南至朗德省，东南接洛特-加龍省，东临多爾多涅省。
与萨勒接壤的市镇（或旧市镇、城区）包括：勒巴尔普、吕戈斯、伯兰-贝列、米奥斯、桑吉内、勒泰什。

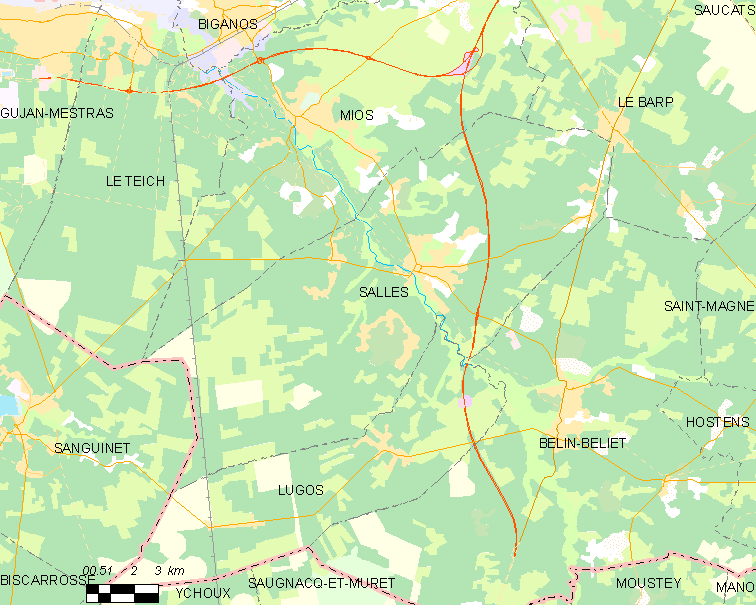
萨勒的OSM定位图

萨勒的时区为UTC+01:00、UTC+02:00（夏令时）。

## 行政
萨勒的邮政编码为33770，INSEE市镇编码为33498。

## 政治
萨勒所属的省级选区为砂砾荒原县。

## 人口

1962-2008年间萨勒人口变化图示

萨勒于2022年1月1日时的人口数量为8128人。